# Alain Chenciner
Alain Chenciner (Villeneuve-sur-Lot, 23 de outubro de 1943) é um matemático francês, especialista em sistemas dinâmicos, com aplicações em mecânica celeste.
Chenciner fundou com Jacques Laskar em 1992 o grupo de pesquisas astronomie et systèmes dynamiques no Observatório de Paris. Foi palestrante convidado do Congresso Internacional de Matemáticos em Pequim (2002: Action minimizing solutions of the Newtonian n-body problem: from homology to symmetry). Em 2012 foi eleito fellow da American Mathematical Society. 
Em 9 de julho de 2012 apresentou um elogio no Cemitério do Montparnasse para marcar o centenário da morte de Henri Poincaré.
Dentre seus alunos de doutorado consta Daniel Bennequin.

## Publicações selecionadas
- editor com Richard Cushman, Clark Robinson e Zhihong Jeff Xia: Celestial Mechanics, dedicated to Donald Saari for his 60th birthday, Contemporary Mathematics, American Mathematical Society 2002[4]
- Courbes Algébriques Planes, Springer Verlag 2007
- Three Body Problem, Scholarpedia